# Veda Ann Borg
Veda Ann Borg (ur. 11 stycznia 1915 w Bostonie, zm. 16 sierpnia 1973) – amerykańska aktorka.

## Życiorys
Urodziła się w Bostonie. Była córką Gottfrieda Borga, szwedzkiego imigranta oraz Amerykanki Minny Noble. W 1936 roku została modelką, a niedługo po tym zdobyła kontrakt z Paramount Pictures. W 1939 w wyniku wypadku samochodowego doznała poważnego uszkodzenia twarzy, którą zrekonstruowano w operacji plastycznej. Wystąpiła w ponad 100 rolach filmowych. Do najważniejszych z nich zaliczyć można Mildred Pierce, Kochaj albo odejdź, Faceci i laleczki czy Alamo. Występowała też w telewizji, m.in. w serialu Bonanza (1961). 
W życiu prywatnym aktorka była dwukrotnie mężatką. Jej mężami byli był Paul Herrick oraz Andrew McLaglen. Oba małżeństwa skończyły się rozwodem. Miała troje dzieci. 
Veda zmarła 16 sierpnia 1973 roku w Hollywood na raka. Miała 58 lat

## Filmografia wybrana
- 1937 Zbieg z San Quentin - Helen
- 1937 Alarm na morzu - Dolly
- 1941 Honky Tonk - Pearl
- 1942 Sherlock Holmes i tajna broń - śpiewaczka (niewymieniona w czołówce)
- 1944 Dwaj detektywi - Mayme
- 1945 Mildred Pierce -  Ida Corwin
- 1945 Fog Island - Sylvia
- 1947 Mama nosiła trykoty - Rosemary Olcott
- 1955 Kochaj albo odejdź - hostessa (niewymieniona w czołówce)
- 1955 Faceci i laleczki -  Laverne
- 1955 Jutro będę płakać - kelnerka (niewymieniona w czołówce)
- 1956 Alfred Hitchcock przedstawia (serial), odc. 36 - Lucille
- 1957 Skrzydła orłów - (niewymieniona w czołówce)
- 1960 Alamo - Niewidoma Nell Robertson